# 23 septembrie
ianuarie • februarie • martie  • aprilie  • mai  • iunie  • iulie  • august  • septembrie  • octombrie  • noiembrie  • decembrie
23 septembrie este a 266-a zi a calendarului gregorian și a 267-a zi în anii bisecți. Mai sunt 99 de zile până la sfârșitul anului.

## Evenimente

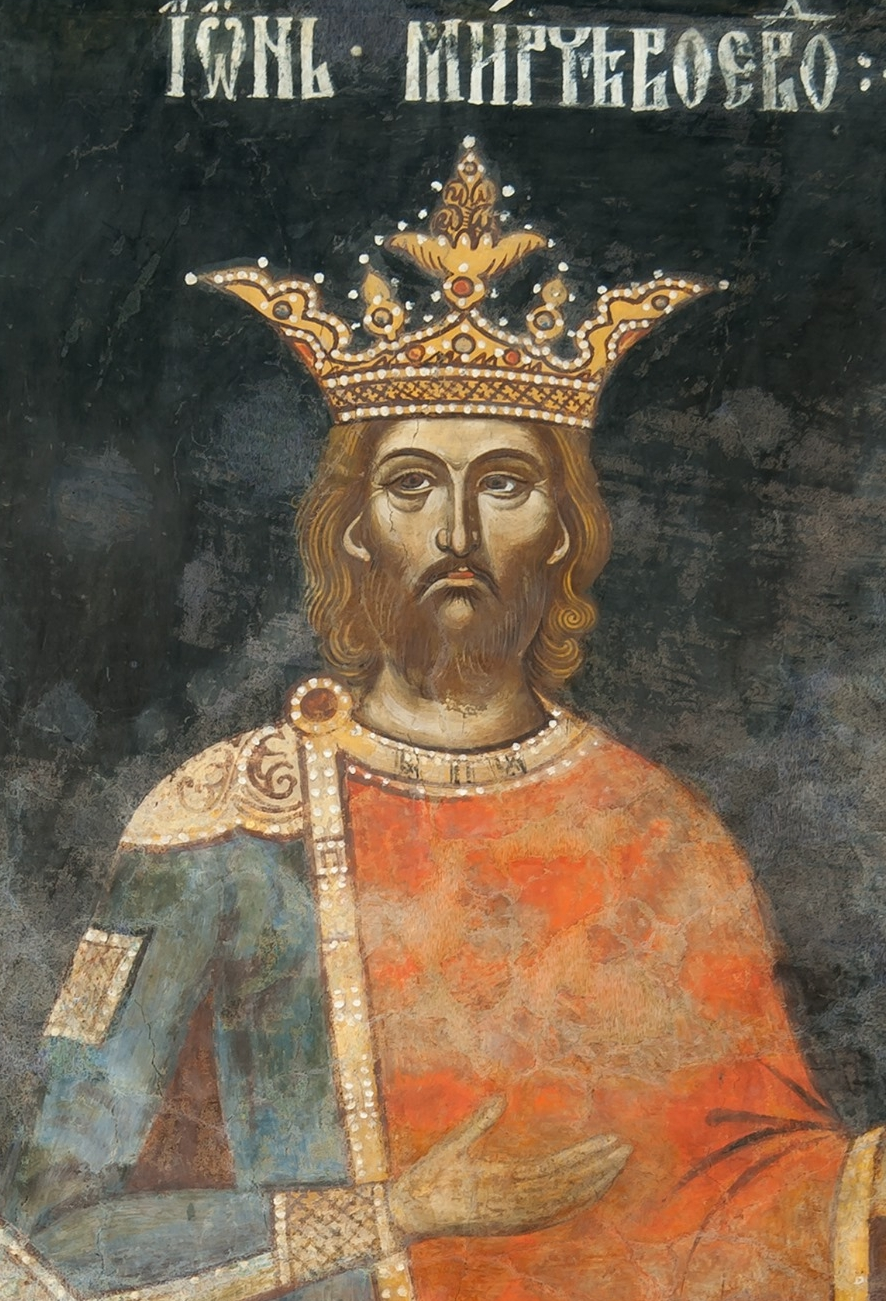
1386: Începe domnia lui Mircea cel Bătrân în Țara Românească (până la 31 ianuarie 1418); în timpul domniei sale se pun bazele principalelor instituții feudale ale statului.

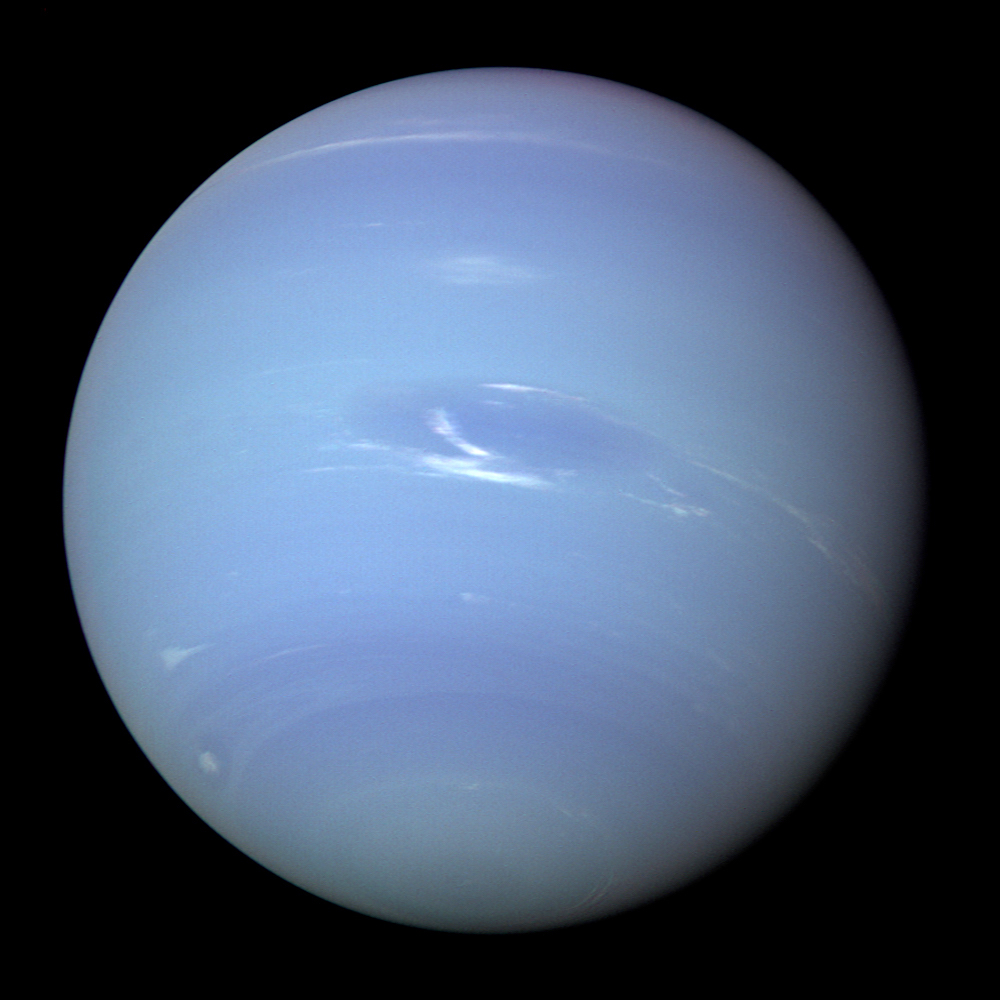
1846: Descoperirea planetei Neptun de astronomul francez Urbain Le Verrier și astronomul britanic John Couch Adams.

- 0490 î.Hr.: Are loc bătălia de la Marathon.
- 0867: Începe domnia împăratului Vasile I, întemeietorul dinastiei Macedonene (Bizanț).
- 1122: Concordatul de la Worms, între papă și împăratul romano-german.
- 1338: Bătălia de la Arnemuiden a fost prima luptă navală din Războiul de o Sută de Ani și prima bătălie navală cu ajutorul artileriei de praf de pușcă.
- 1386: Începe domnia lui Mircea cel Bătrân în Țara Românească (până la 31 ianuarie 1418); în timpul domniei sale se pun bazele principalelor instituții feudale ale statului.
- 1403: Mircea cel Bătrân reînnoiește alianța cu regele Poloniei Wladyslaw al II-lea Jagiello.
- 1459: Bătălia de la Blore Heath, prima bătălie majoră a Războiului celor Două Roze, este câștigată de yorkiști.
- 1602: Radu Șerban, domnul Țării Românești, învinge la Teișani, pe valea râului Teleajen, oastea tătarilor condusă de Hanul Gazi Ghirai.
- 1641: Merchant Royal, o navă comercială engleză, care poartă o comoară de peste 100.000 de lire sterline de aur (astăzi în valoare de peste un miliard de lire sterline), se pierde pe mare în largul Land's End, în comitatul Cornwall.
- 1806: Lewis și Clark se întorc la St. Louis după ce au explorat Pacificul de Nord-Vest al Statelor Unite.[1]
- 1846: Descoperirea planetei Neptun de astronomul francez Urbain Le Verrier și astronomul britanic John Couch Adams; descoperirea este confirmată de astronomul german Johann Gottfried Galle.
- 1905: Norvegia și Suedia semnează „tratatul de la Karlstad”, dizolvând pașnic Uniunea între cele două țări.
- 1909: A fost publicat în premieră romanul Fantoma de la operă de Gaston Leroux.
- 1922: În urma refuzului muncitorilor portuari din Orașul Liber Danzig de a descărca armament necesar Poloniei în Războiul Polono-Sovietic, parlamentul acestei țări a autorizat construirea unui nou port la Gdynia.
- 1923: Reprezentanți ai poliției din 20 de țări s-au reunit la Viena pentru a lansa Organizația de Poliție Criminală Internațională – Interpol.
- 1963: Arestarea lui Georges Paques, șef adjunct al serviciului de presă al NATO pentru spionaj în favoarea URSS.
- 1973: Alegeri generale în Argentina: Fostul președinte Juan Perón a revenit la putere iar soția sa, Maria Estela Perón, este aleasă vicepreședinte.
- 1988: Venus din Galgenberg este descoperită în Stratzing (Austria Inferioară). Statueta feminină veche de peste 30.000 de ani măsoară 7,2 centimetri înălțime și cântărește 10 g.
- 1991: Sovietul suprem al Armeniei a proclamat Republica Armenia stat independent.
- 1998: Rezoluția 1199 a ONU cere Belgradului încetarea focului, retragerea forțelor sale și inițierea unui dialog politic cu albanezii din Kosovo și întoarcerea refugiaților.
- 2002: Belgia: A intrat în vigoare legea care aproba euthanasia, Belgia fiind a doua țară din lume, după Olanda, care a legalizat euthanasia.
- 2002: A luat naștere browser-ul web Mozilla Firefox: versiunea 0.1.

## Nașteri

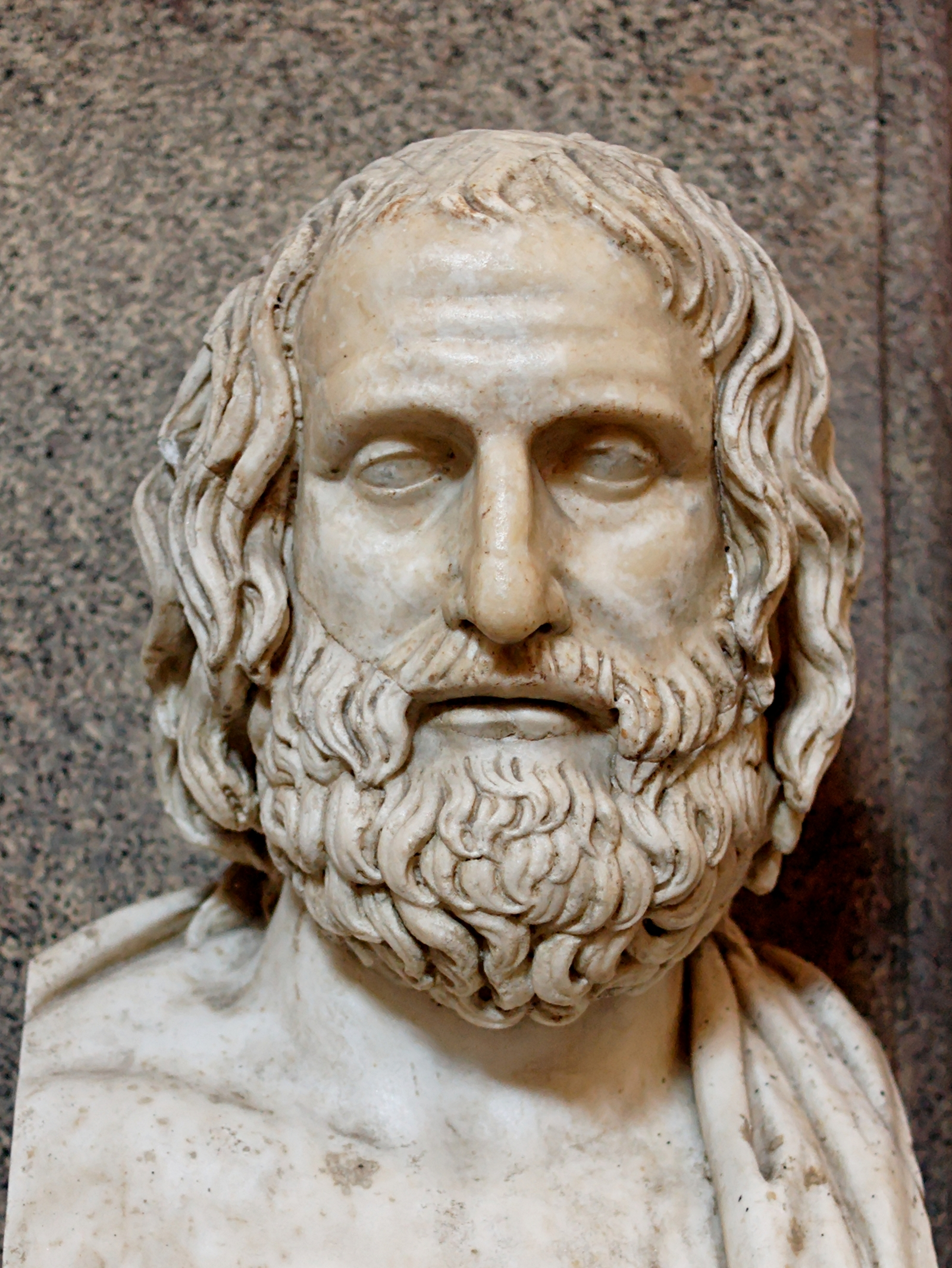
Euripide, dramaturg grec
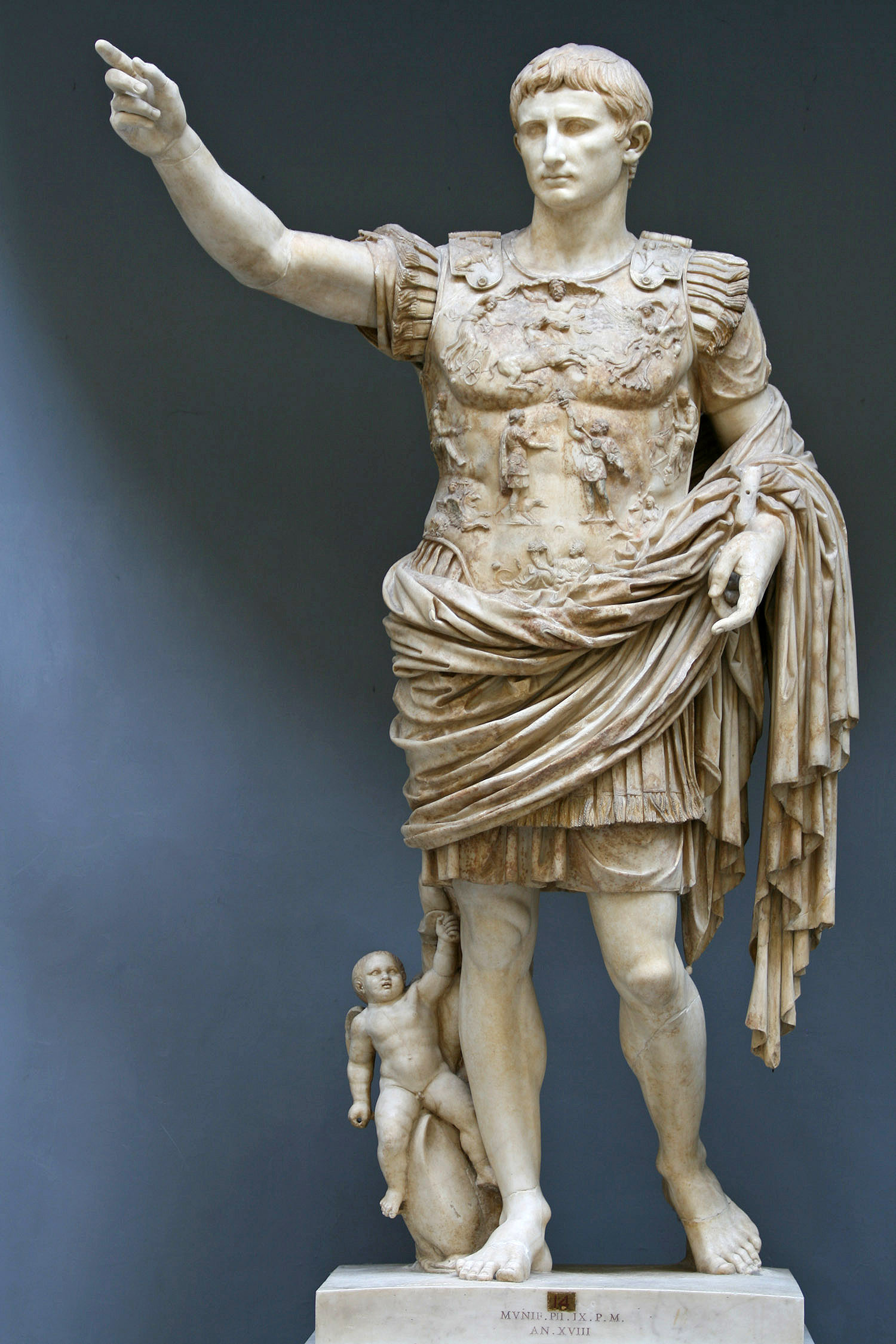
Augustus, împărat roman
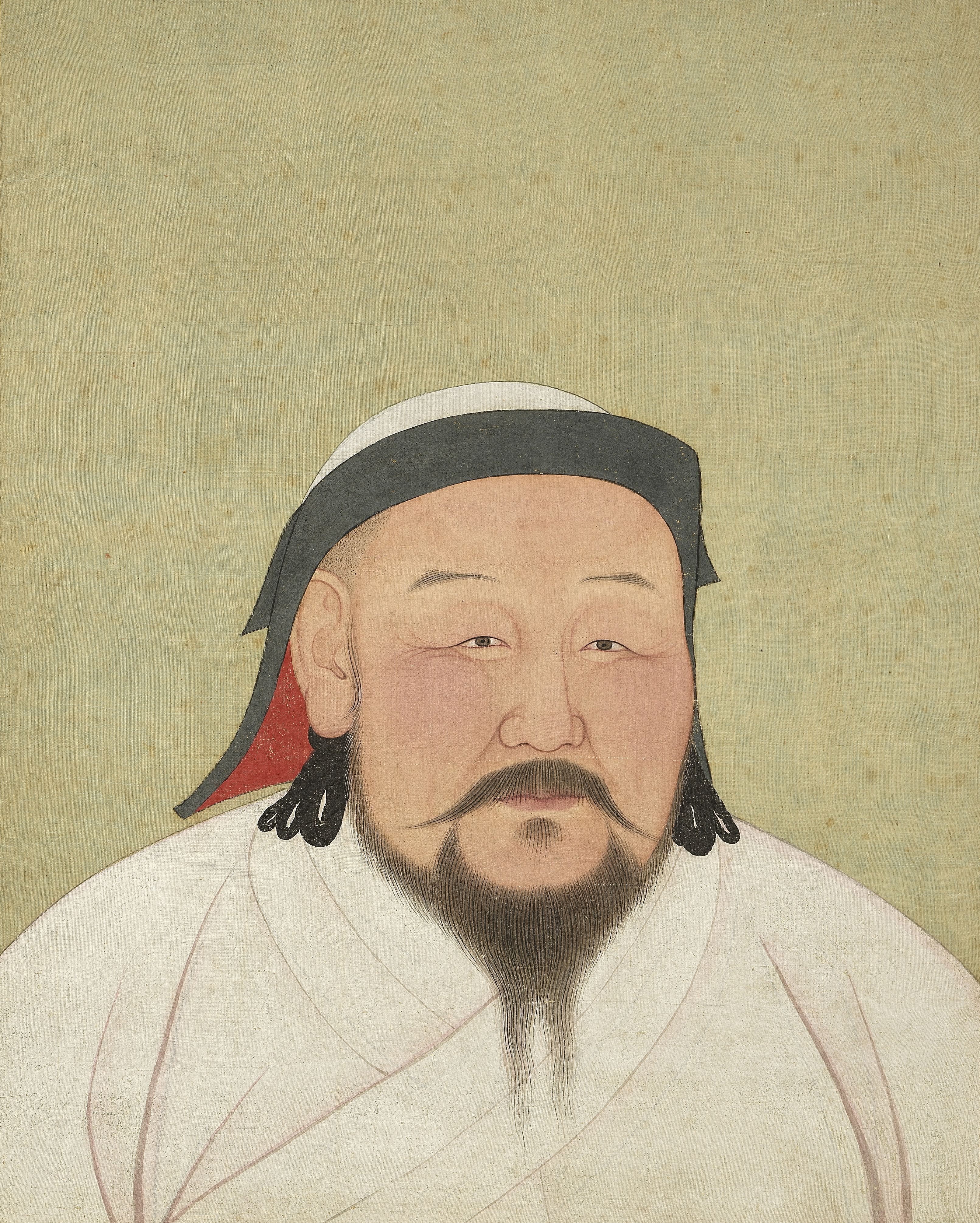
Kublai Khan al Imperiului Mongol

- 0480 î.Hr.: Euripide, dramaturg grec (d. 406 î.Hr.)
- 063 î.Hr.: Augustus, împărat roman (d. 14)
- 1215: Kublai Khan al Imperiului Mongol (d. 1294)
- 1598: Eleonora Gonzaga, soția împăratului Ferdinand al II-lea (d. 1655)
- 1713: Ferdinand al VI-lea al Spaniei (d. 1759)
- 1740: Împărăteasa Go-Sakuramachi a Japoniei (d. 1814)
- 1759: Marie Clothilde a Franței (d. 1802)
- 1771: Împăratul Kōkaku al Japoniei (d. 1840)
- 1781: Prințesa Juliane de Saxa-Coburg-Saalfeld (d. 1860)
- 1850: Alfred Boucher, sculptor francez (d. 1934)
- 1856: Karl Krumbacher, istoric și filolog german, membru de onoare din străinătate al Academiei Române (d. 1909)
- 1865: Suzanne Valadon, pictoriță franceză, prima femeie admisă în Société Nationale des Beaux-Arts (d. 1938)
- 1871: František Kupka, pictor, desenator și gravor ceh (d. 1958)
- 1884: Mihai Costăchescu, istoric și folclorist român, membru corespondent al Academiei Române (d. 1953)
- 1889: Walter Lippmann, jurnalist american (d. 1974)
- 1901: Jaroslav Seifert, poet și publicist ceh, laureat Nobel (d. 1986)

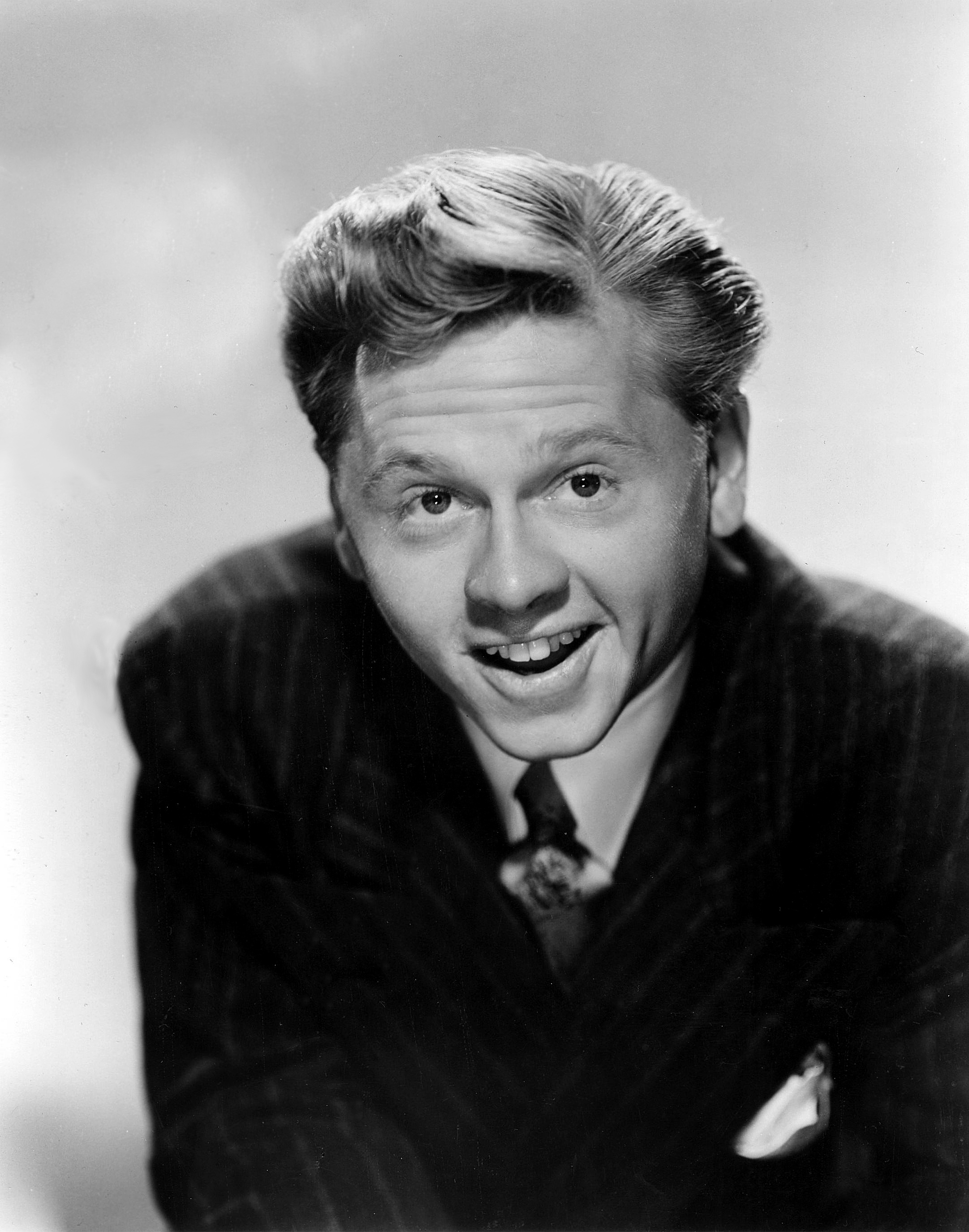
Mickey Rooney, actor american
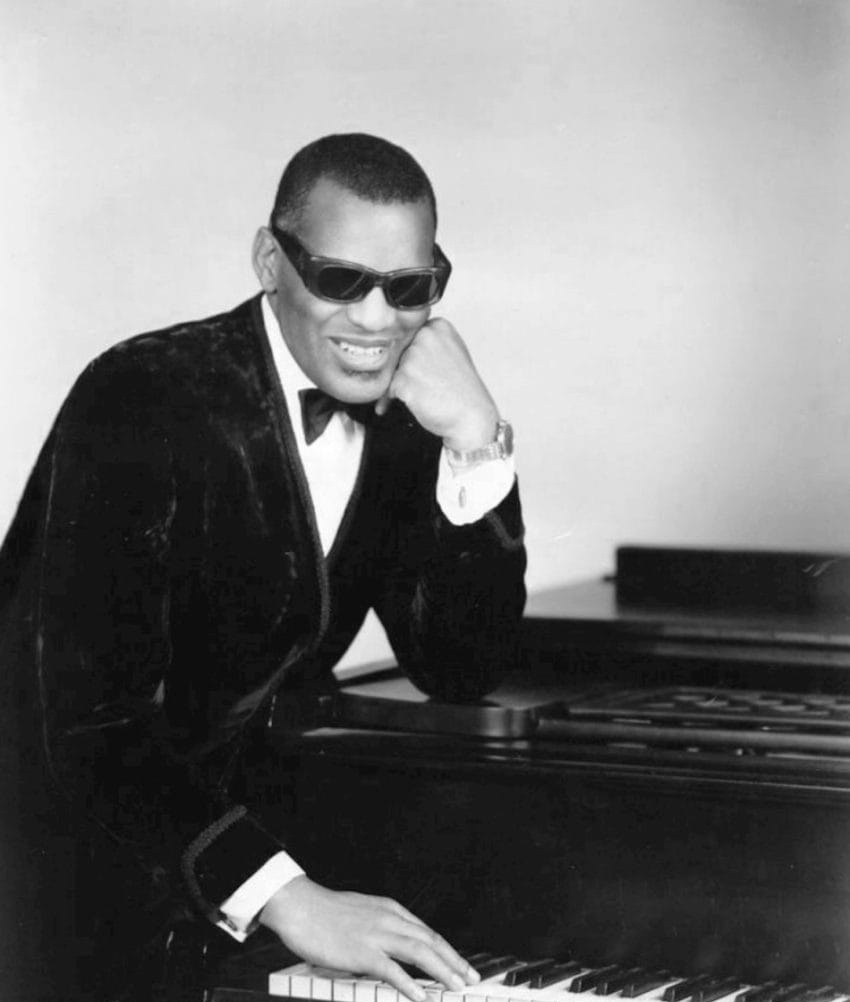
Ray Charles, muzician american
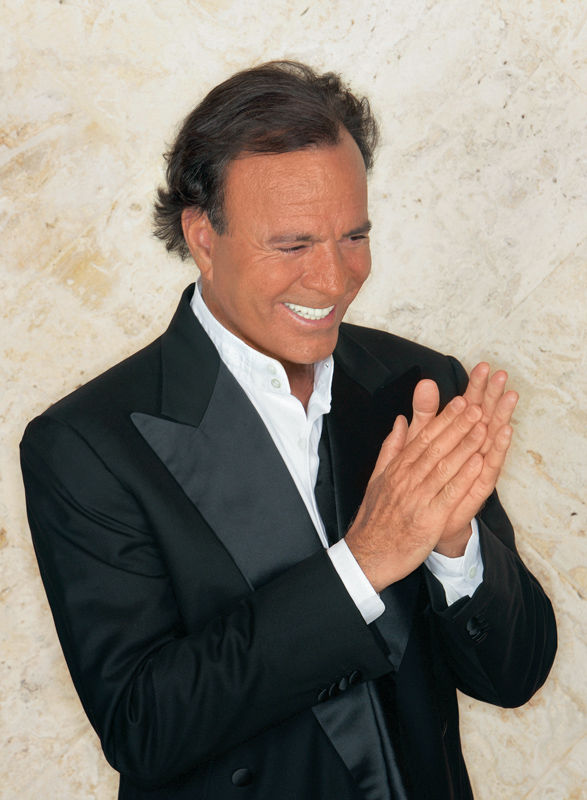
Julio Iglesias, cântăreț spaniol

- 1902: Ion Gheorghe Maurer, jurist și om politic comunist (d. 2000)
- 1912: Iosif Papamihali, martir albanez (d. 1948)
- 1915: Clifford Shull, fizician american, laureat Nobel (d. 2001)
- 1916: Aldo Moro, politician italian, al 38-lea prim-ministru al Italiei (asasinat) (d. 1978)
- 1920: Mickey Rooney, actor american (d. 2014)
- 1926: John Coltrane, muzician american (d. 1967)
- 1930: Ray Charles, muzician american (d. 2004)
- 1938: Romy Schneider, actriță franco-germană (d. 1982)
- 1941: Sofia Vicoveanca, interpretă română de muzică populară
- 1943: Julio Iglesias, cântăreț spaniol
- 1948: George Mihăiță, actor român de teatru și film
- 1949: Bruce Springsteen, cântăreț american
- 1950: Șerban Ionescu, actor român de teatru și film (d. 2012)
- 1951: Marcel Bejgu, pictor român
- 1956: Paolo Rossi, fotbalist italian (d. 2020)
- 1959: Jason Alexander, actor american
- 1960: Michał Tomaszek, călugăr franciscan, martir (d. 1991)
- 1963: Alex Proyas, regizor, scenarist și producător greco-australian
- 1972: Umaro Sissoco Embaló, politolog, ofițer superior și om de stat din Guineea-Bissau, prim-ministru (18 noiembrie 2016 - 12 ianuarie 2018), președinte al Guineei-Bissau din 27 februarie 2020 și fost președinte al Comunității Economice a Statelor din Africa de Vest (3 iulie 2022 - 24 februarie 2024)
- 1974: Narcis Răducan, fotbalist român
- 1978: Anthony Mackie, actor american
- 1979: Fábio Simplício, fotbalist brazilian
- 1979: Ionuț Stroe, politician român
- 1986: Eduarda Amorim, handbalistă braziliană
- 1996: Gabriella Tóth, handbalistă maghiară

## Decese
- 1386: Dan I, domnul Țării Românești (n. 1354)
- 1666: François Mansart, arhitect francez, considerat inventatorul mansardei (n. 1598)
- 1780: Ernest Frederic al III-lea, Duce de Saxa-Hildburghausen (n. 1727)
- 1835: Vicenzo Bellini, compozitor italian (n. 1801)
- 1870: Valeriano Bécquer, pictor spaniol (n. 1833)
- 1870: Prosper Mérimée, scriitor francez (n. 1803)

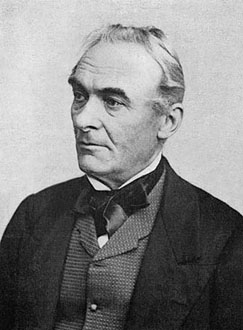
Prosper Mérimée, scriitor francez
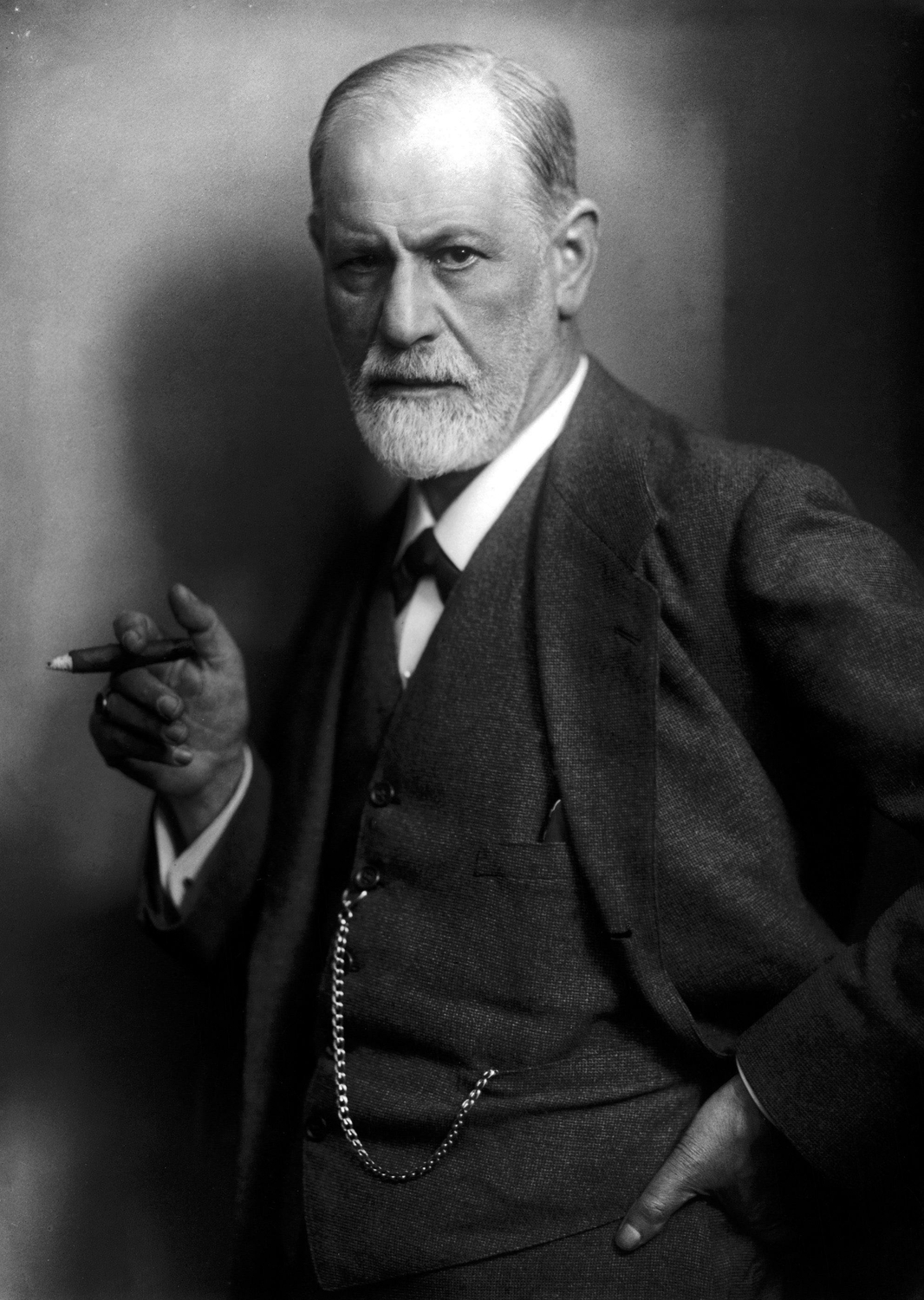
Sigmund Freud, psihiatru austriac
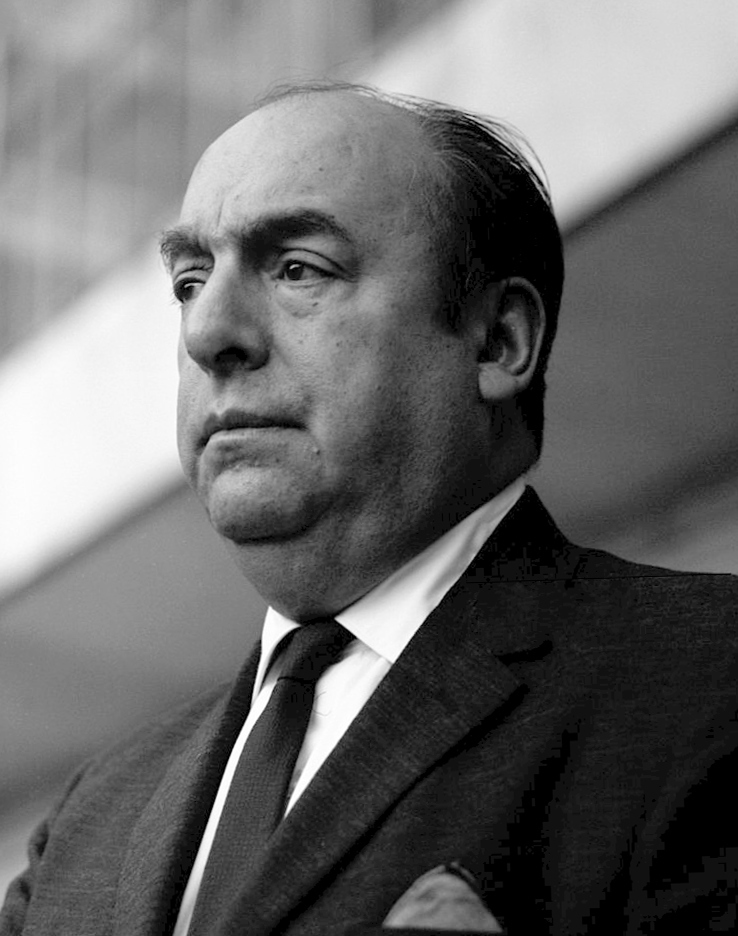
Pablo Neruda, poet chilian, laureat Nobel

- 1882: Friedrich Wöhler, chimist german (n. 1800)
- 1888: François Achille Bazaine, mareșal al Franței (n. 1811)
- 1889: Wilkie Collins, prozator englez (n. 1824)
- 1896: Gilbert Duprez, tenor și compozitor francez (n. 1806)
- 1896: Ivar Andreas Aasen,  filolog și poet norvegian (n. 1813)
- 1932: Jules Chéret, pictor și litograf francez (n. 1836)
- 1934: Lucien Gaudin, scrimer francez (n. 1886)
- 1939: Sigmund Freud, psihiatru austriac, întemeietorul psihanalizei (n. 1856)
- 1963: Jules Cazaban, actor român (n. 1903)
- 1967: Ștefan Nădășan, inginer român, membru al Academiei Române (n. 1901)
- 1970: André Bourvil, actor francez (n. 1917)
- 1973: Pablo Neruda, poet chilian, laureat Nobel (n. 1904)
- 2005: Ada Zevin, artistă plastică basarabeană (n. 1918)
- 2013: Geo Saizescu, regizor, scenarist și actor român (n. 1932)
- 2018: Charles K. Kao, inginer britanic de origine chineză, laureat Nobel (n. 1933)
- 2020: Juliette Gréco, cântăreață și actriță franceză (n. 1927)
- 2022: Louise Fletcher, actriță americană (n. 1934)
- 2022: Vladimir Petercă, teolog romano-catolic român (n. 1944)

## Sărbători
- Arabia Saudită: Ziua națională - aniversarea întemeierii regatului saudit (1934)